# Little Nightmares III
Little Nightmares III je připravovaná hororová adventura vyvíjená studiem Supermassive Games, kterou vydá společnost Bandai Namco Entertainment. Hra je samostatným pokračováním prvních dvou her Little Nightmares. Sleduje dvojici nových hrdinů, Low a Alone, kteří se pohybují v temném světě „Nikde“ a utíkají před hrozící hrozbou. Hra má vyjít v roce 2025 pro Nintendo Switch, PlayStation 4, PlayStation 5, Windows, Xbox One a Xbox Series X/S.

## Hratelnost
Stejně jako předchozí hry se i Little Nightmares III odehrává ve 2,5D perspektivě. Hráč musí prozkoumávat svět, přičemž občas narazí na situace podobné plošinovkám nebo na hádanky, které musí vyřešit, aby mohl pokračovat. Na rozdíl od prvních dvou her se nyní hráč může vydat na cestu sám v doprovodu umělé inteligence nebo s dalším hráčem v on-line kooperaci. Obě hlavní postavy mají odlišné herní mechanismy – Low ovládá luk a šípy a Alone používá svůj hasák.

## Vývoj
V roce 2021 studio Tarsier Studios potvrdilo, že Little Nightmares II bude jeho posledním dílem, protože ho v prosinci 2019 odkoupila společnost Embracer Group – protože však intelektuální práva na Little Nightmares patří společnosti Bandai Namco, vydavatel hodlá v sérii pokračovat bez studia Tarsier Studios.
V srpnu 2023 byla na veletrhu Gamescom v rámci akce Opening Night Night Live představena hra Little Nightmares III. Na rozdíl od svých předchůdců je hra vyvíjena výhradně studiem Supermassive Games namísto původního vývojáře série. Studio mělo se sérií Little Nightmares předchozí zkušenosti v důsledku vývoje rozšířených portů pro PlayStation 5 a Xbox Series X/S.
Byl také oznámen podcastový seriál s názvem The Sounds of Nightmares, jehož první dva díly byly zveřejněny 22. srpna 2023 na YouTube kanálu společnosti Bandai Namco Europe.